# 二氯化二硫
二氯化二硫，有時亦作一氯化硫，化学式S2Cl2。

## 性质
二氯化二硫是一种黄红色液体，有刺激性、窒息性恶臭，在空气中强烈发烟。遇水分解为硫、二氧化硫、氯化氢。溶于醚、苯、二硫化碳。室温下稳定，100°C时分解为相应单质，300°C时则完全分解。
能被金属还原为氯化物和硫化物。与氯气反应生成二氯化硫。能与金属氧化物或硫化物反应生成金属氯化物。

## 结构
二氯化二硫分子为折线型结构，形似一本打开的书，与双氧水类似，为偏转构象（gauche）。它有一种结构式为 S=SCl2 异构体，可在二氯化二硫受到紫外辐射时生成，不过寿命很短。

## 制备
1、由硫与限量氯气在50～60°C反应16～20小时而得。
{\displaystyle {\rm {\ 2S+Cl_{2}\rightarrow S_{2}Cl_{2}}}}
2、二硫化碳与氯气在95～100°C反应制取四氯化碳，副产二氯化二硫：
{\displaystyle {\rm {\ CS_{2}+3Cl_{2}\rightarrow CCl_{4}+S_{2}Cl_{2}}}}

## 用途
用作橡胶的低温硫化剂和粘结剂。
在有机合成中用于引入 C–S 键。在氯化铝存在下，与苯反应生成二苯硫醚。与乙烯反应生成芥子气。也是Herz反应中的试剂。